# Тарханкутська ВЕС
Тарханку́тська вітрова електростанція — вітрова електростанція, що знаходиться в західній частині Кримського півострову поблизу селища Чорноморське. У 2014 році окупована РФ.
Знаходиться на висоті Кипчак.

## Станція
Проектна потужність 70 МВт. Будівництво ВЕС розпочато в 1996 році, станом на 2009 рік встановлена потужність ВЕС становить 15,5 МВт і видається в мережу 35 кВ по двом ПЛ до ПС 110 кВ «Тарханкут».
Електростанція нараховує 127 вітроагрегатів типу USW 56-100, та 4 вітроагрегати бельгійської фірми «Turbowinds» типу Т-600-48.
Внаслідок роботи ВЕС в енерговузлі ПС 110 кВ «Дозорне» мають місце коливання напруги в межах від 30 до 40 кВ.

## Історія
Будівництво ВЕС розпочалося 1996 року. З 1999 року «28 Управління начальника робіт» є замовником будівництва ВЕС, у системі Міністерства оборони України, з проектною потужністю 70 МВт. У 2001 році було розпочато експлуатацію Тарханкутської ВЕС і з того часу було вироблено та видано енергосистему Криму понад 62 млн кВт/год енергії. Після закінчення будівництва 1-ї черги ВЕС «28 Управління начальника робіт» став ще й виробником енергії.